# Temporada de tufões no Pacífico de 2008
A temporada de tufões no Pacífico de 2008 foi uma temporada abaixo da média, com 22 tempestades nomeadas, onze tufões e dois supertufões. A temporada não tinha limites oficiais; ocorreu durante todo o ano em 2008, mas a maioria dos ciclones tropicais tendem a se formar no noroeste do Oceano Pacífico entre maio e novembro. Essas datas delimitam convencionalmente o período de cada ano em que a maioria dos ciclones tropicais se forma no noroeste do Oceano Pacífico.
O objetivo deste artigo é limitado ao Oceano Pacífico noroeste, ao norte da Linha do Equador e a oeste da Linha Internacional de Data. Sistemas tropicais que se formam e a leste da Linha Internacional e ao norte da Linha do Equador são chamados furacões; ver temporada de furacões no Pacífico de 2008.
Os ciclones formados em todo o Pacífico noroeste são monitorados e ganham um nome dado pela Agência Meteorológica do Japão. As depressões tropicais que se formam nesta bacia são dados um número e ganham um sufixo 'W' pela Joint Typhoon Center. Em soma disso os sistemas, inclusive depressões tropicais, que se formam ou adentram na área de responsabilidade da Administração de Serviços Atmosféricos, Geofísicos e Astronômicos das Filipinas (PAGASA) ganham um segundo nome. Isto pode resultar que uma mesma tempestade poderá ter dois nomes. Porem esses nomes não estão em uso comum fora das Filipinas.

## Previsões sazonais
A cada temporada, vários serviços meteorológicos nacionais e agências científicas preveem a quantidade esperada de ciclones tropicais, tempestades tropicais e tufões se formando em uma temporada e/ou quantos ciclones tropicais afetarão um país ou território.

### Universidade da Cidade de Hong Kong
Desde a temporada de tufões de 2000, o Laboratório de Pesquisa Atmosférica ou o Guy Carpenter Asia-Pacific Climate Impact Center (GCACIC), ambos da Universidade da Cidade de Hong Kong, emitiram previsões de atividade para cada próxima temporada de tufões. As previsões são emitidas em abril e junho de cada ano e prevêem quantos ciclones tropicais, tempestades tropicais e tufões haverá em uma temporada. Nesta temporada, o GCACIC prevê uma temporada um pouco mais ativa do que o habitual. Uma temporada média, de acordo com o GCACIC, tem 31 ciclones tropicais, 27 tempestades nomeadas e 17 tufões. Em sua previsão de abril, o GCACIC previu 33 ciclones tropicais totais, 30 tempestades nomeadas e 19 tufões antes de prever o mesmo número de sistemas, tempestades tropicais e tufões em sua previsão de junho.

### Consórcio de Risco de Tempestade Tropical
Desde a temporada de tufões de 2000, o Consórcio de Risco de Tempestades Tropicais (TSR) da University College of London emitiu previsões de atividade para cada temporada de tufões que se aproxima. Durante 2008, as previsões foram emitidas no início de março, maio, julho e agosto e prevêem quantas tempestades tropicais, tufões e tufões intensos ocorrerão durante uma temporada. Em sua previsão de março, a TSR previu que a temporada seria cerca de 20% abaixo da média com seis ciclones tropicais intensos, no entanto, devido a sinais climáticos conflitantes, não foi possível prever quantas tempestades tropicais e tufões se formariam. Em sua previsão de maio, a TSR agora era capaz de prever quantas tempestades tropicais e tufões se formariam durante a temporada. Eles também previram que a temporada seria quase normal com 28 tempestades tropicais, 18 tufões e 8 tufões intensos se formando durante a temporada. Em suas previsões de julho e agosto, a TSR previu a mesma quantidade de tempestades tropicais e tufões e tufões intensos que as previsões de maio.

### Previsões do serviço meteorológico nacional
Como o nome Frank foi retirado das listas de nomenclatura da PAGASA, eles também divulgaram uma previsão afirmando que haveria mais 16 ciclones tropicais de qualquer força para passar pela área de responsabilidade da PAGASA, que somados aos seis que já haviam passado pela área de responsabilidade da PAGASA trouxeram um total de 22 ciclones a passar pela área de responsabilidade do PAGASA durante 2008.

## Resumo sazonal
A primeira depressão tropical da temporada, se formou em meados de janeiro a oeste das Filipinas. À medida que se movia para oeste, a depressão não se desenvolveu mais e se dissipou em 18 de janeiro. Depois de mais duas depressões tropicais, a primeira tempestade denominada Tufão Neoguri formou-se em abril a leste de Mindanao. Durante o mês de maio, como resultado da convecção sendo intensificada no mar das Filipinas e no Mar da China Meridional, quatro tempestades nomeadas se formaram, as quais juntamente com 1971 e 1980 foram a maior incidência conjunta em maio desde 1951. Entre junho e outubro, a região foi considerada muito silencioso pelo JMA, já que eles apenas nomearam 13 ciclones tropicais. Em novembro e dezembro, apenas quatro ciclones tropicais foram nomeados pela JMA e todos os quatro se formaram no mar das Filipinas e no Mar da China Meridional.

## Sistemas

### Depressão tropical 01W
No início de 11 de janeiro, o JTWC relatou que uma área de convecção persistiu cerca de 1 010 km, ao sudeste de Manila, nas Filipinas. O distúrbio foi localizado próximo a um centro de circulação de baixo nível em desenvolvimento que era fraco e permaneceu deslocado da convecção profunda enquanto localizado em uma área de vento vertical baixo a moderado. Durante as 24 horas seguintes, o distúrbio desenvolveu-se ainda mais com um alerta de formação de ciclone tropical emitido no dia seguinte pelo JTWC, já que o distúrbio agora tinha um centro de circulação de baixo nível bem definido com bandas convectivas na borda noroeste. No início de 13 de janeiro, o JMA e o JTWC relataram que a primeira depressão da temporada havia se desenvolvido cerca de 360 km, a oeste de Manila. Mais tarde naquele dia, o JMA relatou que a depressão atingiu seu pico de velocidade do vento de 10 minutos de 55 km/h, No entanto, no início de 14 de janeiro, o JTWC relatou que a depressão continuou a intensificar e elevou a depressão para uma tempestade tropical e seis horas depois relatou velocidades de vento de pico de 1 minuto de 65 km/h. Mais tarde naquele dia, foi rebaixado para depressão tropical devido ao enfraquecimento da convecção profunda e um centro de circulação de baixo nível parcialmente exposto. Nos dias seguintes, a depressão moveu-se para o leste até o início de 18 de janeiro, quando tanto o JMA quanto o JTWC relataram que ela havia se dissipado na costa da Malásia. Não houve relatos de quaisquer danos ou vítimas associados à depressão.

### Tufão Neoguri (Ambo)
Em 11 de abril, uma área de convecção com uma área de baixa pressão foi localizada entre Palau e Yap. No início de 13 de abril, uma circulação de baixo nível se desenvolveu perto de Mindanao. O JMA designou o sistema como uma depressão tropical menor no mesmo dia, e a PAGASA começou a alertar sobre o sistema, chamando-o de depressão tropical Ambo. A baixa continuou a ficar melhor organizada e no início de 14 de abril, o Joint Typhoon Warning Center começou a emitir alertas sobre a depressão tropical 02W, localizada ao norte da cidade de Zamboanga, Filipinas. Mais tarde naquele dia, a agência o atualizou para o status de tempestade tropical, com base nas estimativas de intensidade de satélite. O JMA atualizou o sistema para uma tempestade tropical, batizando-o de Neoguri, no dia seguinte. No início de 16 de abril, o sistema foi atualizado para o status de tempestade tropical severa, e, em seguida, atingiu o status de tufão algumas horas depois. O tufão continuou para o norte, enfraquecendo ao fazê-lo. O ciclone atingiu a costa como uma tempestade tropical fraca na província de Guangdong, no sul da China, e os avisos finais de ambas as agências foram emitidos logo depois.
À medida que o tufão se aproximava e passava pela província de Ainão, cerca de 120 000 pessoas foram evacuadas de áreas baixas. De acordo com a Agência Meteorológica da China, foi o primeiro ano em que um ciclone tropical atingiu a China (o antigo recorde era para o tufão Wanda em 3 de maio de 1971). 42.000 residentes foram deslocados após o Neoguri. 18 pescadores chineses e 22 pescadores vietnamitas continuam desaparecidos devido à tempestade. Três mortes foram confirmadas na China, duas devido a uma estrada coberta por um fluxo de lama e outra devido a ventos que sopraram uma chapa de alumínio em uma pessoa, jogando-a do telhado de um estádio.

### Tufão Rammasun (Butchoy)
No início de 7 de maio, a PAGASA designou uma área de baixa pressão que era de cerca de 790 km a leste de Mindanao como depressão tropical Butchoy. Na mesma época, a Agência Meteorológica do Japão (JMA) e o Joint Typhoon Warning Center (JTWC) também designaram a área de baixa pressão como uma depressão tropical com o JTWC atribuindo o número 03W à depressão.
Mais tarde naquele dia, o JMA atualizou o status de depressão tropical para tempestade tropical com o RSMC Tokyo atribuindo o nome de Rammasun à tempestade. Ele rapidamente se organizou, intensificando-se em um tufão em 9 de maio A rápida intensificação continuou e se fortaleceu em um tufão equivalente a categoria 4 no início de 10 de maio,  e um super tufão ao meio-dia.
Rammasun continuou em direção ao norte e atingiu um pico de 105 kn (194 km/h) e 915 hPa em 10 de maio Logo depois, o tufão começou a enfraquecer lentamente. O JTWC rebaixou-o para um tufão em 11 de maio.  Em 12 de maio, o enfraquecimento tornou-se mais rápido e o JMA rebaixou o sistema para uma tempestade tropical severa, enquanto o JTWC emitiu seu último aviso, observando que era extratropical.  O JMA, no entanto, segurou Rammasun até o início de 13 de maio, quando rebaixou o ciclone para baixo e emitiu seu aviso final. Embora nunca tenha atingido a terra, foi o segundo tufão de maio mais forte da história registrada, atrás do tufão Lola de 1986.
Rammasun roçou a costa japonesa quando se tornou extratropical em 13 de maio, trazendo ventos fortes e ondas altas. Juntamente com chuva moderada a forte, os ventos atingiram 84 km/h (52 mph) à medida que a tempestade avançava para o mar.
Uma forte tempestade da "cauda" de Rammasun atingiu as Filipinas ao passar ao sul do Japão. Os ventos trazidos pela tempestade causaram graves danos a alguns edifícios e inúmeras árvores, algumas pesando toneladas, foram arrancadas. O dano pode ter sido devido a um possível tornado, mas não há esclarecimentos sobre essa possibilidade. Pelo menos 40 pessoas ficaram feridas e os danos totalizaram 11 milhões de PHP (US$ 280.000).

### Tempestade tropical severa Matmo (Dindo)
A 13 de maio, uma perturbação tropical formou cerca de 550 km, a leste de Manila, nas Filipinas. A perturbação localizava-se numa área de baixa cisalhamento vertical do vento e tinha um centro de circulação de baixo nível consolidado. O JTWC emitiu então um Alerta de Formação de Ciclone Tropical sobre a perturbação no dia seguinte, uma vez que a convecção profunda estava a construir-se perto da área de baixa pressão. Mais tarde nesse dia, tanto o JTWC como o JMA atualizaram a perturbação para uma depressão tropical, citando uma boa saída. No início de 15 de maio, quando a tempestade se dirigia para o noroeste, a JMA atualizou a depressão para uma tempestade tropical. A Administração dos Serviços Atmosféricos, Geofísicos e Astronómicos das Filipinas (PAGASA) designou então a tempestade como depressão tropical Dindo. Enquanto a tempestade acelerou para noroeste em resposta a uma passagem de latitude média, o JTWC subiu para uma tempestade tropical e tinha atingido o seu pico de intensidade com ventos de 75 km/h. No início de 16 de maio, tanto a PAGASA como a JTWC emitiram os seus pareceres finais sobre a tempestade à medida que se aproximava do limite da área de responsabilidade do PAGASA, tendo o JTWC reportado que o Matmo era agora extratropical. Contudo, os dados do JMa sugeriram que obteve velocidades de vento máximas de 95 km/h nesta altura, o que fez de Matmo uma severa tempestade tropical. Embora, no seu próximo aconselhamento, o JMA tenha rebaixado Matmo para uma tempestade tropical antes de dissipar o dia líquido.
Em preparação para a tempestade tropical Matmo, a Agência Meteorológica do Japão emitiu avisos para as áreas, Naha, Moji e Yokohama do Japão, mas, no final, não houve impacto.

### Tempestade tropical severa Halong (Cosme)
No início de 14 de maio, a PAGASA atualizou um distúrbio tropical a oeste das Filipinas para a depressão tropical Cosme. Mais tarde naquele dia, o JTWC emitiu um TCFA, posteriormente o primeiro aviso sobre o sistema como depressão tropical 05W.  Em 16 de maio, o JMA atualizou 05W para Halong. Mais tarde naquele dia, foi atualizado para uma tempestade tropical severa pela JMA, e um tufão pela JTWC, e atingiu seu pico de 60 kn (110 km/h) no início de 17 de maio Ele atingiu a costa oeste de Pangasinan no início de 17 de maio, e enfraqueceu ao cruzar o norte de Lução, mas depois de atingir águas abertas, reorganizou-se enquanto acelerava para nordeste. O sistema se intensificou para uma forte tempestade tropical novamente, mas nunca atingiu seu pico de intensidade anterior e começou a enfraquecer à medida que se movia para o nordeste. O JTWC e o JMA emitiram seus avisos finais em 20 de maio
Em Lução, a tempestade causou 58 mortes e $ 94 milhões (USD) em danos. A tempestade destruiu 43 365 casas e danificou mais 188.830. A maioria dos danos relatados ocorreu no norte de Lução. Enquanto isso, as ilhas Mindoro e Panai também foram afetadas, pois a monção do sudoeste induzida pela tempestade trouxe chuvas e inundações para essas áreas.

### Tufão Nakri (Enteng)
Um distúrbio tropical se formou ao sul de Guam em 25 de maio  Em 26 de maio, a JMA o reconheceu como uma depressão tropical fraca, e mais tarde naquele dia, a JTWC emitiu um TCFA no sistema.
No início de 27 de maio, o JTWC emitiu seu primeiro alerta sobre a depressão tropical 06W. Horas depois, a JMA designou o sistema como a tempestade tropical Nakri. No início de 28 de maio, a JMA o classificou como uma tempestade tropical forte. Doze horas depois, a JTWC atualizou 06W para um tufão. Mais tarde naquele dia, Nakri se fortaleceu em um ritmo mais rápido e a rápida intensificação continuou em 29 de maio, quando Nakri se fortaleceu para uma tufão equivalente a categoria 4. A PAGASA então emitiu seu primeiro aviso sobre a tempestade no início de 30 de maio e a chamou de "Enteng". Em 31 de maio, começou a enfraquecer à medida que se movia para o norte. Mas no dia seguinte, começou a se intensificar ligeiramente. Em 2 de junho, começou a passar pela transição para um sistema extratropical. E mais tarde, tanto o JTWC quanto o JMA pararam de emitir alertas, pois já havia degenerado para uma baixa extratropical.
O nome Nakri foi apresentado pelo Camboja e refere-se a um tipo de flor encontrada no país.

### Tufão Fengshen (Frank)
Em 18 de junho, uma área de baixa pressão que a Administração de Serviços Atmosféricos, Geofísicos e Astronômicos das Filipinas (PAGASA) vinha monitorando há alguns dias foi atualizada para a depressão tropical Frank. Mais tarde naquele dia, o Joint Typhoon Warning Center (JTWC) e a Agência Meteorológica do Japão (JMA) começaram a emitir avisos completos sobre Frank com o JTWC designando-o como depressão tropical 07W. No início do dia seguinte, o JMA atualizou a depressão tropical para uma tempestade tropical e atribuiu o nome de Fengshen. A tempestade tropical Fengshen então se intensificou rapidamente naquele dia, tornando-se uma forte tempestade tropical e, em seguida, intensificando-se em um tufão mais tarde naquele dia. No dia seguinte, o tufão Fengshen atingiu a costa leste de Samar, no centro das Filipinas, e viajou para o noroeste sobre as ilhas.
Fengshen foi inicialmente previsto para passar pela região de Bicol, mas depois mudou seu curso mais para o oeste, eventualmente indo em direção à província de Mindoro. No entanto, antes mesmo de chegar a Mindoro, mudou novamente sua direção para o norte em direção ao Metro Manila, principalmente por causa do enfraquecimento do sistema de área de alta pressão na parte norte das Filipinas.
O tufão Fengshen, depois de causar estragos nas Filipinas, emergiu no Mar da China Meridional em 22 de junho e moveu-se para o norte em direção à China. Depois de se mudar para o Mar da China Meridional, tanto o JMA quanto o PAGASA o rebaixaram para uma tempestade tropical severa, enquanto o JTWC rebaixou o Fengshen de um tufão para uma tempestade tropical. A PAGASA então emitiu seu aviso final sobre a tempestade tropical Fengshen (Frank) devido à saída de Fengshen da área de responsabilidade da PAGASA. No final da noite de 24 de junho, a tempestade tropical Fengshen atingiu a costa de Shenzhen, Guangdong, antes de se mudar para a China continental. No dia seguinte, o JTWC rebaixou Fengshen para uma depressão tropical e emitiu seu alerta final sobre o sistema. O JMA então anunciou seu aviso final ao rebaixar Fengshen para uma depressão tropical.

### Depressão tropical Gener (PAGASA)
Em 4 de julho, a PAGASA informou que a depressão tropical Gener se formou no Mar da China Meridional, a oeste das Filipinas. O precursor de Gener mudou-se anteriormente para Lução, produzindo 13 mm de chuva na região de Ilocos. O sistema tinha convecção profunda persistindo no lado oeste de seu centro de circulação de baixo nível em desenvolvimento, embora estivesse em uma área de moderado cisalhamento do vento, e um rápido desenvolvimento não era esperado. Em 7 de julho, Gener deixou a área de responsabilidade da PAGASA. O Joint Typhoon Warning Center (JTWC) emitiu um Alerta de Formação de Ciclones Tropicais em 7 de julho à medida que a circulação se fortaleceu, apesar da convecção estar desorganizada devido ao cisalhamento. Mais tarde naquele dia, o JMA informou que o sistema se tornou uma pequena depressão tropical, embora o Observatório de Hong Kong (HKO) não tenha seguido o exemplo. O sistema enfraqueceu rapidamente à medida que desembarcava na China, a leste de Hong Kong. no início de 8 de julho o JMA emitiu seu último aviso sobre a depressão. Não houve danos relatados na China, embora o sistema tenha produzido fortes chuvas na província de Guangdong.

### Tufão Kalmaegi (Helen)
No início de 13 de julho, a Agência Meteorológica do Japão (JMA) começou a emitir avisos completos sobre uma depressão tropical localizada a leste das Filipinas. Mais tarde naquele dia, a PAGASA atribuiu o nome Helen à depressão, seguido no dia seguinte pelo Joint Typhoon Warning Center (JTWC) designando o número 08W. No início de 15 de julho, tanto o JTWC quanto o JMA atualizaram a depressão para o status de tempestade tropical, com o RSMC Tokyo atribuindo o nome "Kalmaegi" à tempestade. No início do dia 17, Kalmaegi começou a se intensificar rapidamente; tanto o JTWC quanto o JMA atualizaram Kalmaegi para um tufão.
Nas Filipinas, passou pelo norte de Lução (afetando principalmente Ilocos e Vale de Cagaiã), onde matou duas pessoas, deixou mais de 31 129 pessoas afetadas e danificadas ₱ 7 milhões em propriedades. A tempestade também atingiu 82 aldeias (todas no norte de Lução) e causou cerca de ₱ 45.000 em danos a terras agrícolas e gado, o tufão Kalmaegi, que foi rebaixado para o status de tempestade tropical pelo Bureau Central de Meteorologia de Taiwan enquanto ainda estava a leste do país, atingiu a costa no condado de Ilan, no nordeste de Taiwan, na noite de 17 de julho às 19h40, horário local (13h40 UTC ) e emergiu no Estreito de Taiwan às 7h20 da manhã, horário local (01h20 UTC) em 18 de julho Pelo menos dezenove morreram devido à tempestade e seis estão atualmente dados como desaparecidos. O condado de Tainan (agora parte da cidade de Tainan ) no sul de Taiwan relatou mais de 1100 mm de chuva em algumas regiões montanhosas. A tempestade causou NT$ 300 milhões em danos, incluindo cerca de US$ 16 milhões em perdas agrícolas, e o tufão destruiu cerca de 5.100 hectares de pomares e plantações.
De Taiwan, o tufão, agora rebaixado para tempestade tropical, virou-se para o sudeste da China. No condado de Xiapu, na província de Fujian, a tempestade tropical atingiu a costa às 17:50 hora local (0950 UTC ), com ventos de cerca de 90 mph (140 km/h). Naquela província e na província vizinha de Zhejiang, 360.000 moradores deixaram casas costeiras e baixas para escapar da tempestade. Escolas e muitos negócios permaneceram fechados e a tempestade deveria viajar para o noroeste. No início de 19 de julho, o JTWC emitiu seu aviso final sobre Kalmaegi e o rebaixou para uma depressão tropical. No entanto, o JMA continuou a emitir alertas e manteve Kalmaegi como uma tempestade tropical enquanto se movia para o Mar Amarelo. No final do dia seguinte, o JMA rebaixou Kalmaegi para um Remnant Low ( ciclone extratropical ) enquanto se movia por terra sobre a Coreia do Norte.

### Tufão Fung-wong (Igme)
Em 23 de julho, a Agência Meteorológica do Japão (JMA) começou a emitir alertas WWJP25 sobre uma pequena depressão tropical localizada a leste das Filipinas. Na manhã seguinte, a PAGASA nomeou a depressão como Igme. O Joint Typhoon Warning Center (JTWC) então começou a emitir avisos sobre a depressão tropical, designando-a como depressão tropical 09W. Mais tarde naquele dia, o JMA começou a emitir avisos completos sobre a depressão tropical enquanto o JTWC atualizou a depressão para o status de tempestade tropical. A JMA então a designou como tempestade tropical Fung-wong em 25 de julho
Fung-wong então continuou se intensificando e durante a manhã de 26 de julho Fung-wong se tornou uma forte tempestade tropical. Mais tarde naquele dia, o JTWC e o PAGASA atualizaram Fung-wong para o status de Tufão. No entanto, o JMA não atualizou Fung-wong para o status Typhoon até o início da manhã seguinte. No final de 27 de julho, Fung-wong atingiu seu pico de velocidade do vento de 95 kn (110 mph, 170 km/h) que é equivalente a um forte tufão de categoria dois na escala de furacões Saffir-Simpson. Mais tarde naquele dia, Fung-wong atingiu Taiwan perto da fronteira do condado de Hualien e do condado de Taitung como um tufão. A PAGASA então divulgou seu comunicado final sobre Fung-wong, pois havia saído da área de responsabilidade da PAGASA.

### Tempestade tropical severa Kammuri (Julian)
Em 3 de agosto às 15:00 UTC, a PAGASA identificou um distúrbio tropical localizado ao norte da ilha de Lução, nas Filipinas, e o designou como depressão tropical Julian. Mais tarde naquele dia, a Agência Meteorológica do Japão (JMA) designou Julian como uma depressão tropical menor e iniciou alertas sobre a depressão tropical.
No início do dia seguinte, o JMA começou a emitir avisos completos sobre a depressão tropical com o Joint Typhoon Warning Center (JTWC) começando a emitir avisos sobre a depressão tropical com o JTWC designando-a como depressão tropical 10W. Além disso, mais tarde naquele dia, tanto o PAGASA quanto o JTWC atualizaram a depressão tropical para uma tempestade tropical. Em 5 de agosto, o RSMC Tokyo atualizou a depressão para uma tempestade tropical e a nomeou Kammuri. A PAGASA então divulgou seu último alerta sobre a tempestade tropical Kammuri (Julian), que saiu da área de responsabilidade da PAGASA e se dirigiu para a China continental. O Observatório de Hong Kong então atualizou Kammuri para uma tempestade tropical severa, com o JMA atualizando-o para uma tempestade tropical severa na manhã seguinte.
No entanto, Kammuri começou a enfraquecer depois de atingir a costa sul da China, na província de Guangdong Ocidental, por volta das 12h UTC de 6 de agosto Depois que Kammuri atingiu a costa, o JMA rebaixou Kammuri para uma tempestade tropical, enquanto o JTWC emitiu seu aviso final mais tarde naquele dia sobre a tempestade tropical Kammuri. No início do dia seguinte, a tempestade tropical Kammuri emergiu no Golfo de Tonkin, no entanto, mais tarde naquele dia, Kammuri atingiu a costa novamente na província de Guangxi, na China. Depois de atingir a costa, Kammuri enfraqueceu para uma depressão tropical quando o JMA emitiu seu último aviso em 7 de agosto No entanto, o JMA continuou a monitorar a depressão em seus avisos WWJP25 até o início de 8 de agosto

### Tempestade tropical severa Phanfone
Uma área de distúrbios meteorológicos formou-se a sudeste do Japão em 6 de Agosto. No entanto, o sistema não demonstrou sinais de organização até em 9 de Agosto, quando a Agência Meteorológica do Japão classificou o sistema como uma depressão tropical. No dia seguinte, a AMJ classificou a depressão para uma tempestade tropical e lhe atribuiu o nome Phanfone, que foi submetido à lista de nomes dos tufões por Laos, que se refere a "animal" na língua laociana.
No entanto, em 11 de Agosto, o sistema começou a sofrer transição extratropical a leste do Japão, depois de ter atingido o pico de intensidade com ventos máximos sustentados de 75 km/h, e, com isso, a AMJ emitiu seu aviso final sobre o sistema ainda naquele dia O Joint Typhoon Warning Center (JTWC) nunca considerou o sistema como além de uma perturbação tropical devido às suas naturezas híbridas (subtropicais).
Devido à sua distância da costa, nenhum impacto associado à tempestade foi relatado. Em análises pós-tempestade, Phanfone foi classificado para uma tempestade tropical severa.

### Tempestade tropical 11W
Uma área de distúrbios meteorológicos formou-se a sul-sudeste da ilha de Taiwan em 11 de Agosto. O Joint Typhoon Warning Center começou a monitorar o sistema como uma perturbação tropical mais tarde naquele dia, enquanto que a Agência Meteorológica do Japão classificou o sistema para uma fraca depressão tropical no começo da madrugada (UTC) do dia seguinte. O sistema continuou a mostrar sinais de organização e o JTWC classificou o sistema para uma depressão tropical em 13 de Agosto.
No entanto, seguindo sobre águas mais frias e para áreas com maior cisalhamento do vento, a depressão não foi capaz de se intensificar e se degenerou para uma área de baixa pressão remanescente sobre mar do Japão em 14 de Agosto. O sistema remanescente seguiu para leste, se dissipando completamente sobre o Japão no dia seguinte.
Como o sistema era fraco e passou a maior parte de seu ciclo de vida distante da costa, seus efeitos foram mínimos ou desprezíveis. Não houve a necessidade de alertas ou avisos de ciclone tropical sobre o sistema.

### Tempestade tropical severa Vongfong
Uma área de distúrbios meteorológicos formou-se a sudeste do Japão em 10 de Agosto. No entanto, o sistema apenas começou a mostrar sinais de organização em 13 de Agosto, quando o Joint Typhoon Warning Center começou a monitorar o sistema como uma perturbação tropical. A partir de então, o sistema começou a se organizar continuamente e, com isso, o JTWC emitiu um "Alerta de Formação de Ciclone Tropical" (AFCT) em 14 de Agosto. Mais tarde naquele dia, o sistema ganhou organização suficiente para ser declarado como uma depressão tropical, segundo o JTWC. Praticamente ao mesmo tempo, a Agência Meteorológica do Japão também considerou o sistema como uma fraca depressão tropical. No dia seguinte, a AMJ considerou o sistema como uma depressão tropical plena, enquanto que o JTWC emitiu seu primeiro aviso sobre a tempestade tropical 12W. Ainda naquele dia, a AMJ também classificou a depressão para uma tempestade tropical e lhe atribuiu o nome Vongfong, que foi submetido à lista de nomes dos tufões por Macau e significa "vespa" em cantonês.
Seguindo para norte-nordeste e depois para nordeste, Vongfong atingiu seu pico de intensidade com ventos máximos sustentados de 95 km/h antes de começar a se enfraquecer e começar a sofrer transição extratropical. Em 16 de Agosto, Vongfong já havia perdido suas características tropicais e se tornando um sistema extratropical. Com isso, o JTWC emitiu seu aviso final sobre o sistema. A AMJ ainda manteve o sistema como uma tempestade tropical até em 17 de Agosto, quando também emitiu seu aviso final sobre o sistema.
Mesmo passando ao largo da costa sudeste do Japão, Vongfong causou apenas danos mínimos ou desprezíveis ao país, já que o núcleo do sistema passou relativamente distante da costa. Não houve a necessidade de avisos e alertas de ciclone tropical sobre o sistema. Em análises pós-tempestade, a AMJ classificou Vongfong para uma tempestade tropical severa.

### Depressão tropical Kika
Pouco depois de cruzar a linha de data, os remanescentes de Kika entraram na bacia do Pacífico ocidental e se regeneraram em uma depressão tropical. A depressão continuou a se mover em direção ao oeste-sudoeste antes de se dissipar em 16 de agosto.

### Tufão Nuri (Karen)
Em 17 de agosto, o Joint Typhoon Warning Center identificou uma depressão tropical localizada a leste das Filipinas e a designou como 13W. Mais tarde naquele dia, tanto o JMA quanto o PAGASA identificaram a depressão tropical e começaram a emitir avisos completos sobre a depressão, com o PAGASA nomeando a depressão de Karen. Também mais tarde naquele dia, o JTWC atualizou Karen para uma tempestade tropical.

### Tempestade tropical 14W (Lawin)
Em 24 de agosto, um distúrbio tropical se formou a leste de Lução, nas Filipinas. No início do dia seguinte, a PAGASA designou-a como Lawin da depressão tropical. No entanto, o JMA não o designou como uma depressão Tropical Menor até o início de 26 de agosto, com o JTWC emitindo um Alerta de Formação de Ciclone Tropical ao mesmo tempo. A PAGASA então içou o Sinal público de tempestade número 1 para partes de Lução, o que significava que as velocidades do vento de 30–60 km/h eram esperados dentro de 36 horas nas áreas de alerta. Mais tarde naquele dia, tanto o JMA quanto o JTWC começaram a emitir avisos completos sobre a depressão tropical, com o JTWC designando-a como depressão tropical 14W. No início do dia seguinte, o JTWC atualizou a depressão tropical para uma tempestade tropical, Apesar do fato de que nem o JMA nem o PAGASA elevaram a depressão para uma tempestade tropical neste momento (ou em qualquer momento durante a existência de Lawin), o JTWC então enfraqueceu o ciclone de volta a uma depressão tropical em seu próximo aviso. O JMA então encerrou a emissão de avisos completos mais tarde naquele dia, pois não era mais esperado que se transformasse em uma tempestade tropical. Em 28 de agosto, o JTWC emitiu seu aviso final sobre a depressão tropical, seguido pelo JMA e pelo PAGASA mais tarde naquele dia. Não houve vítimas relatadas da depressão tropical 14W (Lawin).

### Tufão Sinlaku (Marce)
Em 8 de setembro, o JMA e o PAGASA começaram a emitir avisos sobre uma depressão tropical localizada ao norte de Manila, com o PAGASA designando-o como depressão tropical Marce. Durante aquela tarde, o JTWC designou a depressão como depressão tropical 15W. Mais tarde naquele dia, a depressão se intensificou em uma tempestade tropical, batizada de Sinlaku pela JMA. Durante o dia seguinte, Sinlaku se intensificou rapidamente em uma tempestade tropical severa e depois em um tufão. Em 10 de setembro, Sinlaku atingiu seu pico de ventos sustentados de 1 minuto de 125 nós (145 km/h). Durante o 11 de setembro, Sinlaku começou a enfraquecer à medida que passava por um ciclo de substituição da parede do olho. Em 13 de setembro, Sinlaku atingiu Taiwan com ventos de 90 kn (170 km/h) que fez de Sinlaku um tufão de categoria dois. Conforme Sinlaku se movia por Taiwan, Sinlaku voltou-se para o nordeste e voltou para o Mar da China Meridional e começou a se mover em direção ao Japão. No dia seguinte, quando Sinlaku se mudou para o Japão, enfraqueceu para uma tempestade tropical severa e saiu da área de responsabilidade do PAGASA, enquanto o JTWC não rebaixou Sinlaku para uma tempestade tropical até o final de 15 de setembro. A essa altura, eles foram seguidos pelo JMA, que rebaixou Sinlaku para uma tempestade tropical no início do dia seguinte. Em 16 de setembro, o JTWC informou que Sinlaku havia se tornado um Tufão, enquanto o JMA relatou que Sinlaku havia se tornado uma Tempestade tropical severa. No entanto, o JTWC rapidamente rebaixou Sinlaku de volta para uma tempestade tropical, enquanto o JMA manteve Sinlaku com força de tempestade tropical severa. No dia seguinte, o JTWC relatou que Sinlaku havia se intensificado em um tufão pela terceira vez, mas mais tarde naquele dia o JTWC rebaixou Sinlaku para tempestade tropical. Em 17 de setembro, o JTWC emitiu seu aviso final sobre Sinlaku, uma vez que se tornou extratropical. No entanto, o JMA continuou emitindo avisos sobre Sinlaku até o início de 21 de setembro, quando se tornou uma baixa extratropical.

### Tempestade tropical 16W
No final de 8 de setembro, um distúrbio tropical se formou no sudeste do Japão. Em seguida, transformou-se em uma depressão tropical durante a tarde seguinte, com o JMA designando-a como uma depressão tropical Menor com ventos de 25 kn (46 km/h).  No entanto, o JTWC não designou a depressão como 16W até a manhã de 10 de setembro. Naquela época, o JTWC relatou que a depressão havia se intensificado em uma tempestade tropical.  No entanto, mais tarde naquele dia, o JTWC reduziu a tempestade de volta para uma Depressão  e, em seguida, atualizou a Depressão para uma tempestade tropical.  No entanto, no início do dia seguinte, a tempestade foi rebaixada pelo JTWC pela última vez, pois havia iniciado sua transição extratropical.  Mais tarde naquele dia, quando a depressão atingiu a Zona Baroclínica, o JTWC emitiu seu aviso final sobre a tempestade tropical 16W.

### Tempestade tropical 17W
Em 13 de setembro, a Agência Meteorológica do Japão começou a emitir alertas sobre uma depressão tropical localizada a leste do Japão e a designou como uma depressão tropical menor com ventos de 25 kn (46 km/h). Na manhã seguinte, o Joint Typhoon Warning Center atribuiu o número 17W à depressão. No entanto, como já havia iniciado sua transição extratropical, este foi o único aviso do JTWC emitido no sistema.

### Tufão Hagupit (Nina)
Em 14 de setembro, um distúrbio tropical se formou a nordeste de Guam. Nos dias seguintes, desenvolveu-se lentamente, com o JMA designando-o como uma pequena depressão tropical em 17 de setembro. Mais tarde naquele dia, o Joint Typhoon Warning Center (JTWC) emitiu um Alerta de Formação de Ciclone Tropical sobre o desenvolvimento da depressão tropical. No final do dia seguinte, o JTWC designou a depressão como 18W quando começou a emitir alertas sobre a depressão. No início de 19 de setembro, o JMA começou a emitir avisos completos sobre a depressão ao se mudar para a Área de Responsabilidade do PAGASA e foi nomeado Nina pelo PAGASA. Mais tarde naquele dia, tanto o JMA quanto o JTWC atualizaram a depressão para uma tempestade tropical. O JMA nomeou a tempestade como Hagupit e atribuiu o número internacional de 0814. No início do dia seguinte, Hagupit se intensificou em uma forte tempestade tropical e um tufão de categoria 3 mais tarde naquele dia. Atingiu intensidade máxima com 140 mph (230 km/h) em 23 de setembro, e atingiu a terra com essa força no dia seguinte. Em seguida, ele se dissipou sobre a terra, portanto, no final de 24 de setembro, o JTWC emitiu seu aviso final sobre o sistema, seguido pelo JMA no início do dia seguinte.

### Tufão Jangmi (Ofel)
Formando-se ao sul de Guam em 22 de setembro. O JTWC emitiu um TCFA e atualizou a área de baixa pressão para uma depressão tropical no dia seguinte. Tanto o JTWC quanto o JMA atualizaram o sistema para uma tempestade tropical chamada Jangmi em 24 de setembro, assim como entrou na Área de Responsabilidade das Filipinas, ganhando o nome de Ofel do PAGASA. Em 25 de setembro, Jangmi se intensificou em um tufão para seu olho em desenvolvimento. Em 26 de setembro, Jangmi formou um olho cheio de cirrus e ambíguo, pois o tufão se intensificou gradualmente devido ao forte escoamento radial.
Em 27 de setembro, o JTWC atualizou Jangmi para um super tufão com um olho redondo; ao meio-dia, o tufão atingiu o pico de intensidade pelos ventos máximos sustentados de dez minutos atingindo 115 nós (215 km/h, 130 mph) e a pressão atmosférica diminuindo para 905 hPa (26.7 inHg). Em 28 de setembro, depois que o JTWC rebaixou Jangmi para um tufão, atingiu Yilan, Taiwan às 15:40 TST (07:40 UTC ). Jangmi enfraqueceu significativamente pelo terreno montanhoso de Taiwan após o desembarque e chegou ao estreito de Taiwan vindo do condado de Taoyuan (agora cidade de Taoyuan) às 04h20 TST de 29 de setembro (20h20 UTC de 28 de setembro).
Em 29 de setembro, tanto a JMA quanto a JTWC rebaixaram Jangmi para uma tempestade tropical no Mar da China Oriental. Em 30 de setembro, Jangmi passou por uma transição extratropical e tornou-se totalmente extratropical perto das Ilhas Ōsumi no dia seguinte. Ele finalmente se dissipou perto de Iwo Jima em 5 de outubro.

### Tempestade tropical Mekkhala
Em 25 de setembro formou-se um distúrbio tropical ao sul da China, no Golfo de Tonquim. Nos dias seguintes, intensificou-se gradualmente e, no final de 27 de setembro, o JMA a designou como uma depressão tropical. No início do dia seguinte, o JTWC emitiu um Alerta de Formação de Ciclone Tropical sobre a depressão em desenvolvimento e, mais tarde naquele dia, designou a depressão como depressão tropical 20W. No início de 28 de setembro, o JMA informou que a depressão havia se intensificado em uma tempestade tropical e a batizou de Mekkhala. Mais tarde naquele dia, o JTWC atualizou Mekkhala para uma tempestade tropical. No entanto, no dia 30 começou a se mover para o interior e, portanto, no início daquele dia, o JTWC emitiu seu aviso final sobre Mekkhala, pois espera-se que se dissipe em pouco tempo. Mais tarde naquele dia, o JMA rebaixou a tempestade para uma depressão tropical e emitiu o aviso final.
Pelo menos 21 pessoas morreram devido à tempestade tropical Mekkhala. Danos da tempestade totalizaram $ 6,6 milhões (USD)

### Tempestade tropical Higos (Pablo)
Em 27 de setembro, formou-se um distúrbio tropical no Mar das Filipinas, a leste de Mindanao, nas Filipinas. Durante o dia seguinte, o JTWC emitiu um TCFA sobre o distúrbio tropical. No início de 29 de setembro, o JMA designou o distúrbio como uma depressão tropical. Mais tarde naquele dia, tanto o PAGASA quanto o JTWC designaram a perturbação como uma depressão tropical, com o PAGASA nomeando a depressão como Pablo, enquanto o JTWC a designou como depressão tropical 21W. O JTWC atualizou a depressão para uma tempestade tropical no início da tarde. O JMA seguiu logo depois e atualizou o sistema para a tempestade tropical Higos no início de 30 de setembro. Higos seguiu em direção ao noroeste e atingiu a costa leste das Filipinas (na ilha de Samar ) em 1º de outubro. Higos rastreou as Filipinas como uma tempestade tropical (mas a PAGASA rebaixou-a como uma depressão tropical) durante a maior parte do dia antes de passar para águas abertas. Uma vez sobre a água, o JTWC rebaixou Higos para uma depressão tropical, no entanto, o JMA o manteve como uma tempestade tropical. À medida que Higos se aproximava da costa, mudou repentinamente, paralelamente à costa nordeste de Ainão, na China. A tempestade mais tarde atingiu a costa em 4 de outubro por volta das 2 da manhã. (CST) na costa norte da ilha. JMA então emitiu seu aviso final quando Higos enfraqueceu para uma depressão tropical. O JTWC seguiu 12 horas depois.

### Tempestade tropical 22W
Em 13 de outubro, a Agência Meteorológica do Japão designou uma área de baixa pressão no Golfo de Tonkin como uma pequena depressão tropical com ventos de 25 kn (46 km/h).  A Administração Meteorológica da China e o Observatório de Hong Kong declararam este sistema uma depressão tropical naquele dia, enquanto se movia lentamente em direção ao norte do Vietnã. Em 14 de outubro, o JMA observa que a depressão se fortaleceu para 30 kn (56 km/h) com pouco movimento para noroeste.  O Joint Typhoon Warning Center começou a emitir avisos no final da manhã como uma depressão tropical e à noite o atualizou para uma tempestade tropical, prevendo que se fortaleceria ainda mais antes de atingir o norte do Vietnã. O sistema não ganhou mais força no Golfo de Tonkin e em 15 de outubro atingiu o norte do Vietnã. O Joint Typhoon Warning Center emitiu seu aviso final sobre este sistema, esperando que ele se dissipe perto do Laos até 16 de outubro.

### Tempestade tropical Bavi
Uma pequena área de perturbações meteorológicas formou-se a nordeste de Guam e começou a se organizar rapidamente. Em 18 de Outubro, o Joint Typhoon Warning Center (JTWC) classificou o sistema diretamente para uma tempestade tropical, enquanto que a Agência Meteorológica do Japão classificou o sistema para uma depressão tropical plena. No dia seguinte, a AMJ classificou a depressão para uma tempestade tropical, atribuindo-lhe o nome Bavi, que foi submetido à lista de nomes dos tufões pelo Vietnã e se refere a uma cadeia de montanhas no país.
A partir de 20 de Outubro, Bavi entrou em contato com a zona baroclínica e começou a sofrer transição extratropical. Com isso, o JTWC emitiu seu aviso final sobre o sistema ainda naquele dia, e a AMJ fez o mesmo horas mais tarde.

### Tempestade tropical severa Maysak (Quinta-Siony)
Em 5 de novembro, um distúrbio tropical se formou no mar das Filipinas a nordeste de Zamboanga, nas Filipinas. Mais tarde naquele dia, o JTWC avaliou as chances de perturbação de se transformar em um ciclone tropical significativo em 24 horas como baixas. No início do dia seguinte, a PAGASA designou a perturbação como uma depressão tropical e nomeou-a como Quinta, enquanto o JTWC ainda a monitorava como uma perturbação. Mais tarde naquele dia, o JTWC atualizou as chances de distúrbios de se transformar em um ciclone tropical significativo para Bom e emitiu um Alerta de Formação de Ciclone Tropical sobre o distúrbio e, em seguida, designou o distúrbio como depressão tropical 24W ao emitir seu primeiro aviso sobre a Depressão. Em 12 de novembro, a PAGASA emitiu seu aviso final ao se transformar em uma área de baixa pressão. A PAGASA renomeou o sistema como Siony em 12 de novembro, conforme ele foi reconstruído. Mais tarde naquele dia, eles emitiram seu aviso final novamente quando ele saiu de sua área de responsabilidade.

### Depressão tropical Rolly (PAGASA)
No início de 7 de novembro, um distúrbio tropical formou-se por volta de 475 nm a leste de Zamboanga nas Filipinas. As imagens multiespectrais animadas neste momento mostraram que a perturbação tinha uma convecção desorganizada que estava localizada perto de um centro de circulação de baixo nível em desenvolvimento e estava localizada dentro de um ambiente de nível superior favorável para o desenvolvimento. Um anticiclone estava fornecendo vento vertical, no entanto, o distúrbio já estava interagindo com a terra, pois se aproximava rapidamente de Mindanao. Mais tarde naquele dia, depois de ter passado por partes de Mindanao, foi nomeado como depressão tropical Rolly pela PAGASA, pois eles colocaram várias partes de Mindanao e Visayas sob o sinal público de tempestade número um. Todos os sinais foram cancelados na manhã seguinte quando a PAGASA divulgou seu aviso final sobre Rolly, pois havia enfraquecido em uma área de baixa pressão sobre Palawan. O JTWC então declarou que a área de baixa pressão havia se dissipado mais tarde naquela manhã. O mar agitado produzido pela depressão virou uma embarcação que transportava onze pessoas. A Guarda Costeira filipina respondeu rapidamente ao incidente e resgatou todos os membros da tripulação.

### Tempestade tropical Haishen
Em 14 de novembro, o JMA informou que a depressão tropical formou 490 km a sudeste de Iwo To, apesar do JTWC observar que a formação de ciclones tropicais era improvável nas próximas 24 horas devido à falta de convecção profunda. Mais tarde naquele dia, a convecção profunda começou a persistir perto do centro, indicando que a tempestade desenvolveu um núcleo tropical totalmente quente. Apesar do aumento do cisalhamento vertical do vento, o JTWC emitiu um Alerta de Formação de Ciclones Tropicais no sistema. Durante aquela noite, o JMA elevou a depressão para uma tempestade tropical, enquanto o JTWC designou Haishen como uma depressão tropical. No início de 16 de novembro, Haishen atingiu seu pico de intensidade de 75 km/h. Viajando ao longo da porção norte de uma cordilheira subtropical para o sudeste do sistema, o ar seco começou a afetar o sistema. O JTWC então emitiu seu aviso final mais tarde naquele dia, quando Haishen se transformou rapidamente em um ciclone extratropical. O JMA seguiu o exemplo 24 horas depois. A baixa extratropical de Haishen acelerou em direção à Linha Internacional de Data, onde se reintensificou brevemente.

### Tempestade tropical Noul (Tonyo)
Em 12 de novembro, um distúrbio tropical se formou a leste de Mindanao, nas Filipinas. Mais tarde naquele dia, o JTWC avaliou as chances de os distúrbios se transformarem em um ciclone tropical significativo em 24 horas como Fraco. No dia seguinte, enquanto se movia em direção a Mindanao, a PAGASA a designou como depressão tropical Tonyo. No início de 16 de novembro, o JTWC declarou o sistema depressão tropical 26W. Em 16 de novembro, a PAGASA emitiu seu aviso final quando a Depressão se mudou para o Mar da China Meridional. Em 17 de novembro, a tempestade se dissipou sobre o Camboja e tanto o JMA quanto o JTWC emitiram seus avisos finais mais tarde naquele dia.
Um deslizamento de terra desencadeado por Noul matou uma professora quando ela voltava para casa na província de Quảng Ngãi. Pelo menos 50 equipes de resgate procuraram por ela nos escombros antes de encontrar seu corpo vários dias depois. Pelo menos 20 000 pessoas precisavam de assistência de emergência na forma de comida, abrigo e água após a tempestade. Várias outras pessoas foram mortas por deslizamentos de terra e inundações. Ao todo, a tempestade tropical Noul matou 21 pessoas no sul do Vietnã. Durante a tempestade, mais de 2 000 pessoas ficaram isoladas pelas enchentes. Um total de 200 casas foram destruídas, outras 13.500 foram danificadas 8 879 hectares de plantações foram destruídos e 60 km de estradas foram submersas. Os danos da tempestade foram estimados em VND 143 bilhões (US $ 8,4 milhões). Offshore, um total de 115 barcos afundaram devido à tempestade.

### Tufão Dolphin (Ulysses)
Uma pequena circulação se formou em um ciclone extratropical em desenvolvimento a leste do Japão em 2 de dezembro. Esse tipo de formação é realmente raro, pois a circulação se moveu para o leste, afastando-se do ciclone em desenvolvimento e mudou-se para o sul em 5 de dezembro. Dolphin era anteriormente uma área de convecção que se formou no final de uma linha de corte em 7 de dezembro Em 8 de dezembro, a tempestade ganhou características mais tropicais, assim o JMA a definiu como uma depressão tropical. A tempestade então se moveu para o oeste durante os dias seguintes. Em 10 de dezembro, o JTWC elevou a tempestade para a depressão tropical 27W quando estava a leste de Guam. Em 12 de dezembro, 27W foi atualizado para Tropical Storm Dolphin pela JMA. O nome Dolphin foi apresentado por Hong Kong. Mais tarde naquele dia, Dolphin entrou na Área de Responsabilidade das Filipinas e nomeou Ulysses. Em 15 de dezembro, o JTWC atualizou o Dolphin para um tufão. O JMA também atualizou o Dolphin para um tufão várias horas depois. Em 16 de dezembro, o JMA rebaixou o Dolphin para uma forte tempestade tropical. Ambas as agências emitiram seus alertas finais sobre o Dolphin em 18 de dezembro, quando ele se transformou em um ciclone extratropical.

## Nomes das tempestades
No noroeste do Oceano Pacífico, ambas a Agência Meteorológica do Japão (JMA) e a Administração de Serviços Atmosféricos, Geofísicos e Astronômicos das Filipinas atribuem nomes aos ciclones tropicais que se desenvolvem no Pacífico Ocidental, o que pode resultar em um ciclone tropical com dois nomes. O RSMC Tokyo - Typhoon Center da Agência Meteorológica do Japão atribui nomes internacionais a ciclones tropicais em nome do Comitê de Tufões da Organização Meteorológica Mundial, caso sejam julgados como tendo velocidades de vento sustentadas de 10 minutos de 65 km/h. Enquanto a Administração de Serviços Atmosféricos, Geofísicos e Astronômicos das Filipinas atribui nomes aos ciclones tropicais que se movem ou se formam como uma depressão tropical em sua área de responsabilidade localizada entre 135 ° E e 115 ° E e entre 5 ° N-25 ° N, mesmo que o ciclone teve um nome internacional atribuído a ele. Os nomes de ciclones tropicais significativos foram retirados, tanto pelo PAGASA quanto pelo Typhoon Committee. Se a lista de nomes para a região das Filipinas se esgotar, os nomes serão retirados de uma lista auxiliar, da qual os dez primeiros são publicados a cada temporada. Os nomes não utilizados são marcados em cinza.

### Nomes internacionais
Durante a temporada, 22 ciclones tropicais denominados desenvolveram-se no Pacífico Ocidental e foram nomeados pela Agência Meteorológica do Japão, quando se determinou que haviam se tornado tempestades tropicais. Esses nomes foram incluídos em uma lista de 140 nomes submetidos pelos quatorze países e territórios membros do Comitê de Tufões da ESCAP / WMO. Os nomes Matmo, Nuri, Noul e Dolphin foram usados pela primeira vez quando foram substituídos por Chataan, Rusa, Pongsona e Yanyan.
| Neoguri | Rammasun | Matmo   | Halong | Nakri    | Fengshen | Kalmaegi | Fung-wong | Kammuri | Phanfone | Vongfong |
| Nuri    | Sinlaku  | Hagupit | Jangmi | Mekkhala | Higos    | Bavi     | Maysak    | Haishen | Noul     | Dolphin  |

### Filipinas
| Ambo                    | Butchoy               | Cosme                  | Dindo                  | Enteng                 |
| Frank                   | Gener                 | Helen                  | Igme                   | Julian                 |
| Karen                   | Lawin                 | Marce                  | Nina                   | Ofel                   |
| Pablo                   | Quinta                | Rolly                  | Siony                  | Tonyo                  |
| Ulysses                 | Vicky (sem ser usado) | Warren (sem ser usado) | Yoyong (sem ser usado) | Zosimo (sem ser usado) |
| Lista auxiliar          |                       |                        |                        |                        |
| Alakdan (sem ser usado) | Baldo (sem ser usado) | Clara (sem ser usado)  | Dencio (sem ser usado) | Estong (sem ser usado) |
| Felipe (sem ser usado)  | Gardo (sem ser usado) | Heling (sem ser usado) | Ismael (sem ser usado) | Julio (sem ser usado)  |

A Administração de Serviços Atmosféricos, Geofísicos e Astronômicos das Filipinas (PAGASA) usa a sua própria lista (não-oficial) para dar nomes aos ciclones tropicais que se formam ou adentram na área de responsabilidade da agência. Caso a lista de nomes de um determinado ano se mostre insuficiente, os nomes são retirados de uma lista auxiliar, dos quais os primeiros 10 são publicados anualmente, antes do início da temporada. Os nomes não retirados desta lista serão usados novamente na temporada de 2012. Esta é a mesma lista usada na temporada de 2004, exceto para Ulysses, Vicky e Warren, que substituíram Unding, Violeta e Winnie respectivamente. O nome Ulysses é o único que foi usado pela primeira vez. Os nomes que não foram atribuídos são marcados em cinza.
A Administração de Serviços Atmosféricos, Geofísicos e Astronômicos das Filipinas usa seu próprio esquema de nomenclatura para ciclones tropicais em sua área de responsabilidade. O PAGASA atribui nomes às depressões tropicais que se formam dentro de sua área de responsabilidade e a qualquer ciclone tropical que possa se mover para sua área de responsabilidade. Caso a lista de nomes de um determinado ano se mostre insuficiente, os nomes são retirados de uma lista auxiliar, dos quais os primeiros 10 são publicados anualmente, antes do início da temporada. Os nomes não retirados desta lista serão usados novamente na temporada de 2012. Esta é a mesma lista usada na temporada de 2004, exceto para Ulysses, Vicky e Warren, que substituíram Unding, Violeta e Winnie respectivamente. O nome Ulysses é o único que foi usado pela primeira vez. Os nomes que não foram atribuídos são marcados em cinza. [247]

### Nomes retirados
A Administração de Serviços Atmosféricos, Geofísicos e Astronômicos das Filipinas (PAGASA) anunciou que os nomes Cosme e Frank seriam aposentados devido a extensos danos e perda de vidas. Em junho de 2012 os nomes Carina e Ferdie foram escolhidos pela PAGASA para substituir Cosme e Frank.

## Efeitos sazonais
Esta tabela listará todas as tempestades que se desenvolveram no noroeste do Oceano Pacífico a oeste da Linha Internacional de Data e ao norte do equador durante 2008. Ela incluirá sua intensidade, duração, nome, áreas afetadas, mortes e totais de danos. Os valores de classificação e intensidade serão baseados em estimativas conduzidas pela JMA. Todos os valores dos danos serão em USD de 2008. Os danos e mortes de uma tempestade incluirão quando a tempestade foi uma onda precursora ou uma baixa tropical extra.
| Nome                  | Datas ativo                    | Classificação máxima       | Velocidade de vento sustentados | Pressão               | Áreas afetadas                                | Danos (USD)    | Fatalidades  | Refs |
| --------------------- | ------------------------------ | -------------------------- | ------------------------------- | --------------------- | --------------------------------------------- | -------------- | ------------ | ---- |
| 01W                   | 13–18 de janeiro               | Depressão tropical         | 55 km/h (35 mph)                | 1,004 hPa (29.6 inHg) | Filipinas, Malásia                            | Nenhum         | Nenhum       |      |
| TD                    | 22–23 de janeiro               | Depressão tropical         | Não definido                    | 1,006 hPa (29.7 inHg) | Nenhum                                        | Nenhum         | Nenhum       |      |
| TD                    | 26–27 de março                 | Depressão tropical         | Não definido                    | 1,006 hPa (29.7 inHg) | Filipinas                                     | Nenhum         | Nenhum       |      |
| Neoguri (Ambo)        | 13–20 de abril                 | Tufão forte                | 150 km/h (90 mph)               | 960 hPa (28 inHg)     | Filipinas, China                              | $65 000 000    | 26           |      |
| Rammasun (Butchoy)    | 7–13 de maio                   | Tufão violento             | 195 km/h (120 mph)              | 915 hPa (27.0 inHg)   | Filipinas, Japão                              | $9 600 000     | 4            |      |
| Matmo (Dindo)         | 14–17 de maio                  | Tempestade tropical severa | 95 km/h (60 mph)                | 992 hPa (29.3 inHg)   | Filipinas, Japão                              | Nenhum         | Nenhum       |      |
| Halong (Cosme)        | 14–20 de maio                  | Tempestade tropical severa | 110 km/h (70 mph)               | 970 hPa (29 inHg)     | Filipinas, Japão                              | $100 000 000   | 61           |      |
| Nakri (Enteng)        | 26 de maio – 3 de junho        | Tufão muito forte          | 185 km/h (115 mph)              | 930 hPa (27 inHg)     | Ilhas Marianas, Japão                         | Nenhum         | Nenhum       |      |
| TD                    | 27–28 de maio                  | Depressão tropical         | Não definido                    | 1,006 hPa (29.7 inHg) | Filipinas                                     | Nenhum         | Nenhum       |      |
| TD                    | 6 de junho                     | Depressão tropical         | Não definido                    | 1,006 hPa (29.7 inHg) | Taiwan, Ilhas Ryukyu                          | Nenhum         | Nenhum       |      |
| Fengshen (Frank)      | 17–25 de junho                 | Tufão muito forte          | 165 km/h (105 mph)              | 945 hPa (27.9 inHg)   | Filipinas, China                              | $430 000 000   | 1 371        |      |
| Gener                 | 4–8 de julho                   | Depressão tropical         | 55 km/h (35 mph)                | 1,000 hPa (30 inHg)   | China                                         | Nenhum         | Nenhum       |      |
| TD                    | 6–9 de julho                   | Depressão tropical         | Não definido                    | 1,004 hPa (29.6 inHg) | Nenhum                                        | Nenhum         | Nenhum       |      |
| TD                    | 13–15 de julho                 | Depressão tropical         | Não definido                    | 1,006 hPa (29.7 inHg) | Nenhum                                        | Nenhum         | Nenhum       |      |
| Kalmaegi (Helen)      | 13–20 de julho                 | Tufão forte                | 120 km/h (75 mph)               | 970 hPa (29 inHg)     | Filipinas, Taiwan, China, Coreia, Japão       | $332 300 000   | 25           |      |
| Fung-wong (Igme)      | 23–30 de julho                 | Tufão forte                | 140 km/h (85 mph)               | 960 hPa (28 inHg)     | Taiwan, China                                 | $541 000 000   | 23           |      |
| Kammuri (Julian)      | 23–30 de julho                 | Tempestade tropical severa | 95 km/h (60 mph)                | 975 hPa (28.8 inHg)   | Filipinas, China, Hong Kong, Taiwan, Vietname | $200 000 000   | 204          |      |
| Phanfone              | 9–11 de agosto                 | Tempestade tropical severa | 95 km/h (60 mph)                | 996 hPa (29.4 inHg)   | Nenhum                                        | Nenhum         | Nenhum       |      |
| TD                    | 10–12 de agosto                | Depressão tropical         | Não definido                    | 998 hPa (29.5 inHg)   | China                                         | Nenhum         | Nenhum       |      |
| TD                    | 11–15 de agosto                | Depressão tropical         | Não definido                    | 1,000 hPa (30 inHg)   | Japão, Coreia do Sul                          | Nenhum         | Nenhum       |      |
| 11W                   | 12–15 de agosto                | Depressão tropical         | 55 km/h (35 mph)                | 998 hPa (29.5 inHg)   | Japão, Coreia do Sul                          | Minor          | Nenhum       |      |
| Vongfong              | 14–17 de agosto                | Tempestade tropical severa | 95 km/h (60 mph)                | 990 hPa (29 inHg)     | Japão                                         | Minor          | 1            |      |
| Nuri (Karen)          | 17–23 de agosto                | Tufão forte                | 140 km/h (85 mph)               | 955 hPa (28.2 inHg)   | Ilhas Carolinas, Filipinas, China             | $85 000 000    | 20           |      |
| 14W (Lawin)           | 26–28 de agosto                | Depressão tropical         | 55 km/h (35 mph)                | 1,002 hPa (29.6 inHg) | Filipinas, Taiwan                             | Nenhum         | Nenhum       |      |
| Sinlaku (Marce)       | 8–21 de setembro               | Tufão muito forte          | 185 km/h (115 mph)              | 935 hPa (27.6 inHg)   | Filipinas, Taiwan, China, Japão               | $1 100 000 000 | 24           |      |
| 16W                   | 9–11 de setembro               | Depressão tropical         | 55 km/h (35 mph)                | 1,002 hPa (29.6 inHg) | Japão                                         | Nenhum         | Nenhum       |      |
| 17W                   | 13–14 de setembro              | Depressão tropical         | 45 km/h (30 mph)                | 1,010 hPa (30 inHg)   | Nenhum                                        | Nenhum         | Nenhum       |      |
| Hagupit (Nina)        | 18–25 de setembro              | Tufão muito forte          | 165 km/h (105 mph)              | 935 hPa (27.6 inHg)   | Filipinas, Taiwan, China, Vietname            | $3 000 000 000 | 67           |      |
| Jangmi (Ofel)         | 23 de setembro – 1 de outubro  | Tufão violento             | 215 km/h (130 mph)              | 905 hPa (26.7 inHg)   | Taiwan, Japão                                 | $87 700 000    | 8            |      |
| Mekkhala              | 27–30 de setembro              | Tempestade tropical        | 85 km/h (50 mph)                | 990 hPa (29 inHg)     | Vietnam, Laos, Tailândia                      | $6 600 000     | 16           |      |
| Higos (Pablo)         | 29 de setembro – 6 de outubro  | Tempestade tropical        | 65 km/h (40 mph)                | 998 hPa (29.5 inHg)   | Filipinas, Taiwan, China                      | $6 500 000     | Desconhecido |      |
| 22W                   | 12–15 de outubro               | Depressão tropical         | 55 km/h (35 mph)                | 1,006 hPa (29.7 inHg) | China, Vietname                               | Moderate       | Nenhum       |      |
| Bavi                  | 18–20 de outubro               | Tempestade tropical        | 85 km/h (50 mph)                | 992 hPa (29.3 inHg)   | Nenhum                                        | Nenhum         | Nenhum       |      |
| Maysak (Quinta-Siony) | 6–14 de novembro               | Tempestade tropical severa | 95 km/h (60 mph)                | 985 hPa (29.1 inHg)   | Filipinas, Vietname                           | Minor          | 30           |      |
| Rolly                 | 7–9 de novembro                | Depressão tropical         | 55 km/h (35 mph)                | 1,006 hPa (29.7 inHg) | Filipinas                                     | Nenhum         | Nenhum       |      |
| TD                    | 11–12 de novembro              | Depressão tropical         | Não definido                    | 1,004 hPa (29.6 inHg) | Nenhum                                        | Minor          | Nenhum       |      |
| Haishen               | 14–17 de novembro              | Tempestade tropical}       | 75 km/h (45 mph)                | 1,004 hPa (29.6 inHg) | Nenhum                                        | Nenhum         | Nenhum       |      |
| Noul (Tonyo)          | 14–17 de novembro              | Tempestade tropical        | 75 km/h (45 mph)                | 994 hPa (29.4 inHg)   | Filipinas, Vietnam, Camboja                   | $8 400 000     | 21           |      |
| TD                    | 2 de dezembro                  | Depressão tropical         | Não definido                    | 1,006 hPa (29.7 inHg) | Nenhum                                        | Minor          | Nenhum       |      |
| Dolphin (Ulysses)     | 11–18 de dezembro              | Tufão forte                | 120 km/h (75 mph)               | 970 hPa (29 inHg)     | Ilhas Carolinas, Ilhas Marianas, Filipinas    | $9 000         | 47           |      |
| Totais da temporada   |                                |                            |                                 |                       |                                               |                |              |      |
| 41 sistemas           | 13 de janeiro – 18 de dezembro |                            | 215 km/h (130 mph)              | 905 hPa (26.7 inHg)   |                                               | $5 971 809 000 | 1.936        |      |